# Plutoni-239
Plutoni-239 là một đồng vị của plutoni, ký hiệu {\displaystyle \mathrm {{}_{94}^{239}Pu} }. Plutoni-239 là đồng vị phân hạch, được sử dụng trong chế tạo vũ khí hạt nhân, và làm nhiên liệu cho các lò phản ứng hạt nhân phát sinh năng lượng nhiệt, cùng với urani-235 và urani-233.
Plutoni-239 có chu kỳ bán rã là 24.110 năm, và vì thế nó hiện không còn có sẵn ngoài tự nhiên . Hầu hết plutoni-239 được chế hoặc tinh chiết từ biến đổi 238U trong lò phản ứng.
Plutoni-239 là vật liệu làm quả bom ném xuống Nagasaki, Nhật Bản.
Người ta cho rằng chỉ cần 0,017 oz (0,5g) plutoni bay vào khí quyển là đủ để giết chết 2 triệu người

## Tính chất hạt nhân
Các tính chất hạt nhân của Plutonium-239, cũng như khả năng sản xuất một lượng lớn 239Pu gần như tinh khiết với giá rẻ hơn so với Urani-235 cấp vũ khí được làm giàu ở mức độ cao, đã dẫn đến việc sử dụng nó trong vũ khí hạt nhân và các nhà máy điện hạt nhân. Quá trình phân hạch của một nguyên tử Uranium-235 trong lò phản ứng của nhà máy điện hạt nhân tạo ra từ hai đến ba Neutron và những Neutron này có thể được Uranium-238 hấp thụ để tạo ra Plutonium-239 và các đồng vị khác. Plutonium-239 cũng có thể hấp thụ Neutron và phân hạch cùng với Uranium-235 trong lò phản ứng. 
Trong số tất cả các loại nhiên liệu hạt nhân phổ biến, 239Pu có khối lượng tới hạn nhỏ nhất. Khối lượng tới hạn hình cầu không bị nén có đường kính khoảng 11 kg (24,2 lbs),[2] 10,2 cm (4"). Sử dụng bộ kích hoạt thích hợp, vật phản xạ Neutron, hình học vụ nổ và bộ giảm chấn, khối lượng tới hạn có thể nhỏ hơn một nửa khối lượng đó. 
Sự phân hạch của một nguyên tử 239Pu tạo ra là 207,1 MeV = 3,318 × 10−11 J, tức là 19,98 TJ/mol = 83,61 TJ/kg, hoặc khoảng 23 gigawatt giờ/kg.